# INPUT
International Public Television, INPUT, és un certamen internacional de televisions públiques que se centra en la televisió com a servei d'interès públic.
Des de 1977, INPUT realitza una conferència internacional anual sobre la televisió pública. La conferència, que se celebra en un país diferent cada any, fomenta el desenvolupament de la televisió pública, destriant i debatent a l'entorn dels programes televisius més destacats a nivell mundial.
INPUT és una organització no governamental que se sosté amb els drets d'inscripció a la conferència, aportacions d'organitzacions públiques de televisió, de particulars i de diverses institucions, organismes i fundacions. La idea va prendre forma durant un seminari organitzat per la Fundació Rockefeller a Bellagio, Itàlia, al maig de 1977.
Els responsables de presentar les produccions són els anomenats Coordinadors Nacionals, que fan les seves propostes segons una quota establerta a nivell internacional. Un grup de professionals de la televisió (anomenats Shopstewards) fa aleshores una selecció de les produccions que es projectaran en el programa de la conferència. Els programes es projecten en sessions temàtiques, que inclouen diverses produccions de gèneres diferents.
INPUT compta amb el suport d'un Consell Assessor Internacional, format per professionals de serveis públics de radiodifusió de tot el món. L'organització rep també el suport de membres associats.
Des de 2009, INPUT és encapçalada per una Assemblea Internacional, formada per persones i organitzacions que, a banda d'aportar els drets d'inscripció, contribueixen en un fons procedent de les conferències anteriors. L'Assemblea Internacional (formada per aproximadament 20 persones de tot el món) supervisa la tasca del Comitè Internacional, que nomena els Coordinadors Nacionals. Aquests són els que proposen els Shopstewards al Comitè.
Les còpies dels programes que s'han projectat en les darreres tres conferències s'emmagatzemen en Hubs de l'INPUT Arxivat 2009-04-13 a Wayback Machine., que col·laboren també en l'organització del Mini-INPUT i del Best of INPUT's. Es tracta d'actes de caràcter educatiu en el transcurs dels quals es projecten programes de televisió per als participants que no van poder ser a la conferència.

## L'Arxiu a la Universitat Pompeu Fabra
Per conveni signat el 2o de maig de 1994 la Biblioteca de la Universitat Pompeu Fabra (Barcelona) és la dipositària de l'Arxiu INPUT. L'INPUT està format per la col·lecció dels programes (en format VHS, Betacam i DVD) presentats a les diferents conferències anuals de l'INPUT, així com per al documentació associada a l'organització d'aquestes conferències, que es poden consultar mitjançant el Catàleg de la Biblioteca de la UPF. A partir de 1994, la col·lecció és completa. Pel que fa a les edicions anteriors a 1994, no es disposa de tots els programes, tot i que s'està fent esforços per obtenir les cintes que falten. Des de 1994, aquesta col·lecció documental està dipositada i disponible per als estudiosos de la televisió, a la Biblioteca de la Universitat Pompeu Fabra, a la seu de la Biblioteca/CRAI del Poblenou.
També es disposa d'una base de dades que conté informació sobre els més de 3500 programes presentats des de 1978, any de la primera conferència de l'INPUT. Aquesta base de dades és una versió en línia de la informació continguda als catàlegs impresos de les conferències anuals, habitualment coneguts com "la Biblia d'INPUT".